# قلعة ممو (بدرانلو)
قلعة ممو (بالفارسية: قلعه ممو) هي قرية تقع في إيران في قسم بدرانلو الريفي. يقدر عدد سكانها بـ 139 نسمة بحسب إحصاء 2016.